# Paragoge
Een paragoge, epithese of achtervoeging is een toevoeging van een klinker of lettergreep aan het einde van een woord. Wanneer dit aan het begin of in het midden van een woord gebeurt, spreekt men van een prosthesis of epenthesis.

## Diachronische paragoge
Paragoge heeft zich met name veel voorgedaan in de historische ontwikkeling van het Italiaans. Zowel na een klinker als na een medeklinker werden klanken toegevoegd:
- David → David(d)e
- amò ‘beminde’ → amoe
- fu ‘was’ → fue
- sum ‘ik ben’ → sono

## Stijlfiguur
Paragoge wordt in proza en poëzie soms, zij het zelden, toegepast voor het benaderen van spreektaal of ter wille van het rijm of het metrum. 
- En wat wilde-n-ie?
- Dat is mijnt.
- Romen (= Rome)[1]

## Paragoge enfonotaxis
In sommige talen kunnen bepaalde medeklinkers niet aan het einde van een woord voorkomen. Wanneer een leenwoord toch op zo'n medeklinker eindigt, wordt het door middel van paragoge aangepast. Zo werd het Engelse woord rack in het Fins räkki en in het Japans  rakku. Evenzo werd het aan het Arabisch ontleende woord araq ‘levenswater’ in het Nieuwgrieks raki.

## Verwante begrippen
Paragoge is het tegengestelde van elisie en apocope.